# Frédéric Mourlon
 (mars 2017).
Si vous disposez d'ouvrages ou d'articles de référence ou si vous connaissez des sites web de qualité traitant du thème abordé ici, merci de compléter l'article en donnant les références utiles à sa vérifiabilité et en les liant à la section « Notes et références ».
Pour les articles homonymes, voir Mourlon.
Claude Étienne Frédéric Mourlon, dit Frédéric Mourlon (13 février 1811 - 28 décembre 1866), est un jurisconsulte français originaire de Chambon-sur-Voueize dans la Creuse.

## Biographie
Issu d'une famille bonapartiste, fils de notaire, il montre très tôt un penchant pour les idées républicaines. 
Élève au lycée de Guéret, il se fait remarquer en 1825 en arborant un drapeau tricolore sur le fronton de son école, ce qui provoque son renvoi. 
Le 29 juillet 1830, il participe à l’insurrection républicaine derrière les barricades du Louvre. 
Docteur en droit en 1841, il se met à enseigner librement le droit auprès des étudiants de la faculté de Paris. Par la suite, il écrit de nombreux livres d'enseignement du droit et devient l'un des fondateurs de la Revue pratique de la jurisprudence, avec Charles Ballot, Charles Demangeat et Émile Ollivier. 
La rue Frédéric-Mourlon dans le 19e arrondissement de Paris porte son nom. 
Un buste en bronze réalisé vers 1884 par la sculptrice Giovanna Dubray (fille et élève de Vital Gabriel Dubray), ornait jusqu'en 1942, le jardin du tribunal de Chambon-sur-Voueize.

## Ouvrages
- Répétitions écrites sur le premier examen du code napoléon
- Répétitions écrites sur le second examen du code napoléon
- Répétitions écrites sur le Code de procédure civile[7],[8]